# Lista de prefeitos de Oslo
A cidade de Oslo, capital norueguesa já contou 68 cidadãos no cargo de prefeito. Atualmente, a prefeita da cidade é Marianne Borgen, que está no cargo desde 21 de outubro de 2015, quando foi eleita pela Câmara Municipal. Borgen é formada em sociologia pela Universidade de Oslo e é filiada ao Partido da Esquerda Socialista.

## Lista[2]
Partidos
     Sem partido
     Partido Conservador
     Partido Liberal
     Partido Trabalhista
     Nasjonal Samling
     Partido do Progresso
     Partido da Esquerda Socialista
| N.º | Prefeito                                                                      | Prefeito | Período do governo (duração do governo)          | Partido                        |
| --- | ----------------------------------------------------------------------------- | -------- | ------------------------------------------------ | ------------------------------ |
| 1   | Andreas Tofte (1795–1852)                                                     |          | 1837                                             | Independente                   |
| 2   | Henrich Herman Foss (1790–1853)                                               |          | 1838                                             | Independente                   |
| 3   | John Iverssøn Randklev (1796–1859)                                            |          | 1839                                             | Independente                   |
| 4   | Henrich Herman Foss (1790–1853)                                               |          | 1840 até 1841                                    | Independente                   |
| 5   | Christian Zetlitz Bretteville (1800–1871)                                     |          | 1841                                             | Independente                   |
| 6   | John Iverssøn Randklev (1796–1859)                                            |          | 1842                                             | Independente                   |
| 7   | Ulrik Anton Motzfeldt (1807–1865)                                             |          | 1842                                             | Independente                   |
| 8   | Erik Røring Møinichen (1797–1875)                                             |          | 1842 até 1843                                    | Independente                   |
| 9   | Carl Andreas Fougstad (1806–1871)                                             |          | 1843 até 1845                                    | Independente                   |
| 10  | Lars Rasch (1797-1864)                                                        |          | 1845                                             | Independente                   |
| 11  | Christian Birch-Reichenwald (1814-1891)                                       |          | 1846                                             | Independente                   |
| 12  | Lars Rasch (1797-1864)                                                        |          | 1847 até 1852                                    | Independente                   |
| 13  | Ulrik Anton Motzfeldt (1807–1865)                                             |          | 1853 até 1860                                    | Independente                   |
| 14  | Frederik Stang (1808–1884)                                                    |          | 1861                                             | Independente                   |
| 15  | Christian Birch-Reichenwald (1814-1891)                                       |          | 1862                                             | Independente                   |
| 16  | August Thomle (1816-1889)                                                     |          | 1863                                             | Independente                   |
| 17  | Christian Birch-Reichenwald (1814-1891)                                       |          | 1864 até 1865                                    | Independente                   |
| 18  | Carl Johan Michelet (1826-1902)                                               |          | 1866 até 1868                                    | Independente                   |
| 19  | Otto Joachim Løvenskiold (1811-1882)                                          |          | 1869 até 1876                                    | Independente                   |
| 20  | Anders Sandøe Ørsted Bull (1817-1907)                                         |          | 1877 até 1878                                    | Independente                   |
| 21  | Christian Homann Schweigaard (1838-1899)                                      |          | 1879 até 1880                                    | Independente                   |
| 22  | Anton Blumenthal Petersen (1825-1891)                                         |          | 1881 até 1884                                    | Independente                   |
| 23  | Christian Homann Schweigaard (1838-1899)                                      |          | 1885 até 1889                                    | Partido Conservador            |
| 24  | Peter Birch-Reichenwald (1843-1898)                                           |          | 1889                                             | Partido Conservador            |
| 25  | Karl Lous (1847-1928)                                                         |          | 1889 até 1890                                    | Partido Conservador            |
| 26  | Bernhard Getz (1850-1901)                                                     |          | 1891                                             | Partido Conservador            |
| 27  | August Christian Baumann Bonnevie (1846-1898)                                 |          | 1892                                             | Partido Conservador            |
| 28  | Evald Rygh (1842-1913)                                                        |          | 1893 até 1894                                    | Partido Conservador            |
| 29  | Fredrik Stang Lund (1859-1922)                                                |          | 1895                                             | Partido Liberal                |
| 30  | Elias Sunde (1851-1910)                                                       |          | 15 de outubro de 1895 até 31 de dezembro de 1897 | Partido Liberal                |
| 31  | Vollert Hille Bøgh                                                            |          | 1898                                             | Partido Liberal                |
| 32  | Edmund Harbitz (1861-1916)                                                    |          | 1899 até 1901                                    | Partido Conservador            |
| 33  | Jens Ludvig Andersen Aars (1852-1919)                                         |          | 1902 até 1904                                    | Partido Conservador            |
| 34  | Johan Kristian Skougaard (1847-1925)                                          |          | 1905                                             | Partido Conservador            |
| 35  | Fredrik Moltke Bugge (1865-1938)                                              |          | 1906 até 1908                                    | Partido Conservador            |
| 36  | Olaf Berg (1859-1910)                                                         |          | 1909 até 1910                                    | Partido Conservador            |
| 37  | Thomas Cathinco Bang, Jr. (1863-1929)                                         |          | 1910                                             | Partido Conservador            |
| 38  | Lyder Nicolaysen (1866-1927)                                                  |          | 1911                                             | Partido Conservador            |
| 39  | Hieronymus Heyerdahl (1867-1959)                                              |          | 1912 até 1914                                    | Partido Conservador            |
| 40  | Peter Meinich (1869-1932)                                                     |          | 1915 até 1916                                    | Partido Conservador            |
| 41  | Carl Jeppesen (1858-1930)                                                     |          | 1917 até 1919                                    | Partido Trabalhista            |
| 42  | Haavard Martinsen (1879-1967)                                                 |          | 1920 até 1922                                    | Partido Conservador            |
| 43  | Borger With (1872-1930)                                                       |          | 1923 até 1928                                    | Partido Conservador            |
| 44  | Adolf Indrebø (1884-1942)                                                     |          | 1929 até 1931                                    | Partido Trabalhista            |
| 45  | Eyvind Getz (1888-1956)                                                       |          | 1932 até 1934                                    | Partido Conservador            |
| 46  | Oscar Torp (1893-1958)                                                        |          | 1935                                             | Partido Trabalhista            |
| 47  | Trygve Nilsen (1893-1973) (enquanto Torp era Ministro da Defesa)              |          | 1935 até 1936                                    | Partido Trabalhista            |
| 48  | Oscar Torp (1893-1958)                                                        |          | 1936                                             | Partido Trabalhista            |
| 49  | Trygve Nilsen (1893-1973)                                                     |          | 1936 até 1940                                    | Partido Trabalhista            |
| 50  | Einar Gerhardsen (1897-1987)                                                  |          | 1940                                             | Partido Trabalhista            |
| 51  | Rolf Stranger (1891-1990)                                                     |          | 1940 até 1941                                    | Partido Conservador            |
| 52  | Ocupação nazista da Noruega Fritz Jenssen (1886-1966) instalado como prefeito |          | 1941 até 1945                                    | Nasjonal Samling               |
| 53  | Einar Gerhardsen (1897-1987)                                                  |          | 1945                                             | Partido Trabalhista            |
| 54  | Rolf Stranger (1891-1990)                                                     |          | 1945                                             | Partido Conservador            |
| 55  | Arnfinn Vik (1901-1990)                                                       |          | 1945 até 1947                                    | Partido Trabalhista            |
| 56  | Halvdan Eyvind Stokke (1900-1977)                                             |          | 1948 até 1950                                    | Partido Trabalhista            |
| 57  | Brynjulf Bull (1906-1993)                                                     |          | 1951 até 1955                                    | Partido Trabalhista            |
| 58  | Rolf Stranger (1891-1990)                                                     |          | 1956 até 1959                                    | Partido Conservador            |
| 59  | Brynjulf Bull (1906-1993)                                                     |          | 1960 até 1961                                    | Partido Trabalhista            |
| 60  | Rolf Stranger (1891-1990)                                                     |          | 1962 até 1963                                    | Partido Conservador            |
| 61  | Brynjulf Bull (1906-1993)                                                     |          | 1964 até 1975                                    | Partido Trabalhista            |
| 62  | Albert Nordengen (1923-2004)                                                  |          | 1976 até 1990                                    | Partido Conservador            |
| 63  | Peter N. Myhre (1954-)                                                        |          | 24 de outubro de 1990 até 31 de dezembro de 1991 | Partido do Progresso           |
| 64  | Ann-Marit Sæbønes (1945-)                                                     |          | 1992 até 1995                                    | Partido Trabalhista            |
| 65  | Per Ditlev-Simonsen (1932-)                                                   |          | 25 de outubro de 1995 até 29 de agosto de 2007   | Partido Conservador            |
| 66  | Svenn Kristiansen (1940-)                                                     |          | 29 de agosto de 2007 até 17 de outubro de 2007   | Partido Conservador            |
| 67  | Fabian Stang (1955-)                                                          |          | 17 de outubro de 2007 até 21 de outubro de 2015  | Partido Conservador            |
| 68  | Marianne Borgen (1951-)                                                       |          | 21 de outubro de 2015 até presente               | Partido da Esquerda Socialista |